# Acqua & Sapone (wielerploeg)
Acqua & Sapone was een Italiaanse wielerploeg die van 2001 tot en met 2012 uitkwam in de continentale circuits van de UCI. De ploeg deed ook meerdere malen mee aan koersen van het hoogste niveau zoals de Ronde van Italië. De manager van het team was de Italiaan Palmiro Masciarelli. Na het seizoen 2012 verdween Acqua & Sapone uit het profpeloton.

## Grote rondes
| Jaar | Ronde van Italië                     | Ronde van Italië                                                 | Ronde van Frankrijk | Ronde van Frankrijk | Ronde van Spanje                   | Ronde van Spanje                                   |
| Jaar | hoogste klassering                   | etappewinst                                                      | hoogste klassering  | etappewinst         | hoogste klassering                 | etappewinst                                        |
| ---- | ------------------------------------ | ---------------------------------------------------------------- | ------------------- | ------------------- | ---------------------------------- | -------------------------------------------------- |
| 2002 | 18e Michele Scarponi Mario Cipollini | 1e, 3e, 9e, 15e, 18e en 20e Mario Cipollini 6e Giovanni Lombardi | geen deelname       | geen deelname       | 42e Miguel Ángel Martín Perdiguero | 3e, 4e en 7e Mario Cipollini 13e Giovanni Lombardi |
| 2003 | geen deelname                        | geen deelname                                                    | geen deelname       | geen deelname       | geen deelname                      | geen deelname                                      |
| 2004 | 23e Ruggero Marzoli                  | 9e Fred Rodriguez                                                | geen deelname       | geen deelname       | geen deelname                      | geen deelname                                      |
| 2005 | geen deelname                        | geen deelname                                                    | geen deelname       | geen deelname       | geen deelname                      | geen deelname                                      |
| 2006 | geen deelname                        | geen deelname                                                    | geen deelname       | geen deelname       | geen deelname                      | geen deelname                                      |
| 2007 | 16e Stefano Garzelli                 | 14e en 16e Stefano Garzelli                                      | geen deelname       | geen deelname       | geen deelname                      | geen deelname                                      |
| 2008 | geen deelname                        | geen deelname                                                    | geen deelname       | geen deelname       | geen deelname                      | geen deelname                                      |
| 2009 | 7e Stefano Garzelli                  |                                                                  | geen deelname       | geen deelname       | geen deelname                      | geen deelname                                      |
| 2010 | 25e Vladimir Miholjević              | 16e Stefano Garzelli                                             | geen deelname       | geen deelname       | geen deelname                      | geen deelname                                      |
| 2011 | 26e Stefano Garzelli                 |                                                                  | geen deelname       | geen deelname       | geen deelname                      | geen deelname                                      |
| 2012 | geen deelname                        | geen deelname                                                    | geen deelname       | geen deelname       | geen deelname                      | geen deelname                                      |